# Кліф Річард
Кліф Рі́чард (англ. Sir Cliff Richard, | klɪf ˈrɪtʃəd | справжнє ім'я Гаррі Роджер Веб англ. Harry Rodger Webb; 14 жовтня 1940, Лакхнау, Індія) — британський виконавець популярної музики, що одним з перших серед англійців почав виконання у стилі рок-н-рол. Його називають королем британських чартів з тієї причини, що він їх очолював 25 разів, а національний хіт-парад синглів — чотирнадцять разів.

## Кар'єра
Коли йому було сім років він разом з батьками перебрався до Великої Британії. Сольна музична кар'єра Гаррі Веба розпочалась у 1958 році, коли він уклав контракт з «EMI» і почав набувати популярності як один з перших у Британії представників нового музичного напряму з-за океану — рок-н-ролу.
До початку бітломанії лише Елвіс Преслі міг зрівнятися з Кліфом за популярністю серед англійських підлітків. Зазвичай виступав разом з гуртом Шедовс, у співробітництві з яким було записано два найбільших хіти тих років — «Livin' Lovin' Doll» (1959) та «The Young Ones» (1961).
У 1964 р. Кліф Річард звернувся до релігії, що викликало зміну його творчості в бік більшої поміркованості та традиційності. Поряд з Томом Джонсом він стає одним із стовпів британської естради, веде різні телепередачі. Двічі представляв країну в конкурсі пісні «Євробачення», посівши в 1968 друге місце з піснею «Congratulations», а в 1973 — третє місце з піснею «Power to all our friends». Збереженню популярності Кліфа Річарда також сприяла його участь в мюзиклах.
За два десятиліття блиск зірки Річарда почав спадати, і у 1976 році співак оголосив про повернення до своїх рок-н-рольних витоків, випустивши сингл «Devil Woman», котрий став його першим (і єдиним) хітом у США. Після цього було ще декілька шлягерів — «We Don't Talk Anymore» (1-е місце у Великій Британії) та «Suddenly» (дует з Олівією Ньютон-Джон). У 1976 році здійснив турне по СРСР і дав 12 концертів у Ленінграді та 8 у Москві, а фірма грамплатівок «Мелодія» випустила два його альбоми та сингл.
У 1995 році королева Єлизавета II надала Річарду право називатися сером. У грудні 1999 року Річард видав черговий різдвяний запис «Millennium Prayer», зі сподіванням, що він очолить національні чарти продажів до початку нового тисячоліття. Розгорнута у засобах масової інформації кампанія досягла своєї мети, хоча багато радіостанцій та музичних каналів мали іншу думку: поєднання старовинної народної мелодії Auld Lang Syne зі словами молитви «Отче наш» було сприйнято одними критиками як релігійна пропаганда, іншими — як кричущий зразок музичного кічу.

## 2000-і роки
У 2002 році за результатами опитування, проведеного BBC, увійшов до числа 100 видатних британців. На конкурсі Congratulations, присвяченому 50-річному ювілею пісенного конкурсу Євробачення, що відбувся у 2005 році, пісня Річарда з такою ж назвою і яка дала назву усьому заходу, отримала восьме місце серед найкращих хітів Євробачення за всю його історію.
З 1993 року Кліф Річард є власником виноградників на півдні Португалії, він — винороб, виробляє своє вино.
Стосовно сексуальної орієнтації Кліфа Річарда ніколи не вщухали чутки; сам співак завжди заявляв, що він переконаний самітник, але не щось інше.
З 2001 року Кліф Річард ділить житло з колишнім священиком Джоном Макеліном, якого у книзі спогадів називає «подарунком небес» і «компаньйоном».